# Jestřebí (Rájec-Jestřebí)
Jestřebí je část města Rájec-Jestřebí v okrese Blansko. Nachází se na západě Rájce-Jestřebí. Prochází zde silnice II/377. Jestřebí je také název katastrálního území o rozloze 3,32 km².

## Historie Jestřebí
Nejstarší dějiny Jestřebí nejsou známy. V písemných záznamech se Jestřebí objevuje poprvé v roce 1371, kdy patřilo ještě k Bořitovu. Roku 1597 přešlo Jestřebí se svým černohorským panstvím rodu Lichtenštejnů.
Počátkem 17. století ve vsi stálo dvacet domů, po třicetileté válce bylo z nich osm pustých. V roce 1793 zde bylo 31 domů a 174 obyvatel.
Po roce 1643 vtrhla do kraje švédská vojska. Mezi obyvatelstvem se šířily hlad a mor. V roce 1719 se Jestřebí dostalo do majetku rodiny z Auerspergů, načež v roce 1796 přišlo i s černohorským panstvím do vlastnictví rodiny Schulugů z Rastenfeldu. Roku 1830 se majiteli Jestřebí stali páni z Geislernů. Hospodářské poměry se v té době zlepšily. V období 1842–1848 přešel majetek na rod Turkheimů.

## Doprava
Podél západního okraje Jestřebí vede železniční trať Brno – Česká Třebová, u které stojí nádraží Rájec-Jestřebí.